# Norman Scott (patinage artistique)
Pour les articles homonymes, voir Scott.
Norman Mackie Scott, né le 19 mars 1892 à Ottawa et mort en octobre 1981 à Montréal, est un patineur artistique canadien, un des pionniers du patinage au Canada avant la Première Guerre mondiale. Il a pratiqué le patinage en individuel et en couple.

## Biographie

### Carrière sportive
En tant que patineur individuel, il est double champion canadien en 1914 et 1920. En couple artistique, avec sa partenaire Jeanne Chevalier, il est également champion canadien en 1914.
Norman Scott concourt également aux compétitions aux États-Unis et remporte les premiers championnats américains de patinage artistique en individuel et en couple.

### Études
Pendant ses études à l'Université McGill de Montréal, Norman Scott joue dans l'équipe de hockey sur glace de l'école et est membre de l'équipe de championnat intercollégial canadien de 1911 à 1912.

## Palmarès
En couple artistique avec sa partenaire Jeanne Chevalier
| Compétitions en Individuel                                               | 1913 | 1914 | 1915 | 1916 | 1917 | 1918 | 1919 | 1920 |  |  |  |  |  |  |
| Jeux olympiques d'été                                                    |      |      |      | JA   |      |      |      |      |  |  |  |  |  |  |
| Championnats du monde                                                    |      |      | CA   | CA   | CA   | CA   | CA   | CA   |  |  |  |  |  |  |
| Championnats du Canada                                                   | 2e   | 1er  | CA   | CA   | CA   | CA   | CA   | 1er  |  |  |  |  |  |  |
| Championnats des États-Unis                                              |      | 1er  | CA   | CA   | CA   |      | CA   |      |  |  |  |  |  |  |
|                                                                          |      |      |      |      |      |      |      |      |  |  |  |  |  |  |
| Compétitions en Couple                                                   | 1913 | 1914 | 1915 | 1916 | 1917 | 1918 | 1919 | 1920 |  |  |  |  |  |  |
| Jeux olympiques d'été                                                    |      |      |      | JA   |      |      |      |      |  |  |  |  |  |  |
| Championnats du monde                                                    |      |      | CA   | CA   | CA   | CA   | CA   | CA   |  |  |  |  |  |  |
| Championnats du Canada                                                   | 2e   | 1er  | CA   | CA   | CA   | CA   | CA   |      |  |  |  |  |  |  |
| Championnats des États-Unis                                              |      | 1er  | CA   | CA   | CA   |      | CA   |      |  |  |  |  |  |  |
| Légende : JA = Jeux olympiques d'été annulés ; CA = Championnats annulés |      |      |      |      |      |      |      |      |  |  |  |  |  |  |